# Drip Creator
Drip Creator è un singolo del rapper statunitense NLE Choppa, pubblicato il 6 ottobre 2018 su etichetta NLE Choppa Entertainment.

## Tracce
1. Drip Creator – 2:20